# Огбе Абраха
Огбе Абраха (англ. Ogbe Abraha; 1948—2002) — эритрейский политический, государственный и военный деятель. Генерал.
Член Народного фронта освобождения Эритреи с 1972 года. Член Исполкома (1977—1987) и ЦК партии и Народный фронт за демократию и справедливость.
С момента обретения независимости Эритреи был членом Национального совета, секретарём, а затем первым министром торговли и промышленности (1993—1997), первым министром труда и социального обеспечения (1997—2000), начальником отдела логистики, администрации и здравоохранения Министерства обороны, с 1991 года был начальником штаба Сил обороны Эритреи.
С момента окончания войны за независимость Эритреи возглавлял компанию Red Sea Trading Corporation.
Абраха был уволен со своего поста и лишён воинского звания президентом в феврале 2000 года. В сентябре 2001 года арестовал из-за своего участия в группе G-15.
В мае 2001 года эта группа людей написала открытое письмо с критикой действий Исайяса Афеворки, назвав их «незаконными и антиконституционными». Участникам группы было предъявлено обвинение в государственной измене. Центральное бюро НФДС считает, что все они разделяют, «…общую вину: как минимум, отказ исполнять свои обязанности в трудное для Эритреи время, как максимум — участие в заговоре, тяжкое преступление.»

Члены Исполнительного комитета НФОЭ в 1977—1987 гг.:
стоят: Огбе Абраха, Али Саид Абделла (Ali Said Abdella), Себхат Эфрем (Sebhat Efrem), Хайле Уольдетинсаэ (Haile Woldetinsae), Петрос Соломон, Мохаммед Саид Барех, Месфин Хагос, Аль-Амин Мохаммед Саид (Al-Amin Mohammed Said),
сидят: Берхане Гебрезгабихер (Berhane Gherezgiher), Ибрагим Афа (Ibrahim Afa), Ромодан Мохаммед Нур (Romodan Mohammed Nur), Исайяс Афеворки, Махмуд Шрифо (Mahmoud Shrifo)

За призывы к политическим реформам в Эритрее содержался в тюрьме без связи с внешним миром. Сообщалось, что он страдал от астмы. Тюремный надсмотрщик сообщил, что Абраха умер в 2002 году от астмы.